# ISO 9362
Az ISO 9362 (más néven SWIFT-kód, vagy BIC-kód) a bankok azonosítására szolgáló kódnak a Nemzetközi Szabványügyi Szervezet által 1994 óta elfogadott, Bank – Banki adatátviteli üzenetek – Bankazonosító kód elnevezésű nemzetközi szabványa.
A szabvány rögzíti a bankok egyetemes azonosító kódjának felépítését és összetevőit, a nemzetközi bankközi ügyintézés automatizálásához.
A SWIFT elnevezés a Society for Worldwide Interbank Financial Telecommunication (Nemzetközi Bankközi Pénzügyi Telekommunikációs Társaság) nevének rövidítéséből származik, amely a bankközi ügyintéző számítógép-hálózatához alakította ki ezt a bankok azonosításához alkalmas kódrendszert.
A BIC a Bank Identifier Code (bankazonosító kód) rövidítéséből ered.
Az IBAN azonosító kóddal együtt használva a SWIFT-kód lehetővé teszi, hogy nemzetközi viszonylatban is olyan bankközi forgalmat lehessen lebonyolítani, melynek költsége az igénybevevő részére gyakorlatilag nem haladja meg a belföldi bankforgalom költségét.

## A kód felépítése
A kód 8 vagy 11 karakterből áll:
- 4 karakter határozza meg a bankot,
- 2 karakter jelöli az ország ISO kódját (ISO 3166)
- 2 karakter szolgál a hely azonosítására
- 3 opcionális karakter jelölheti a bank ügyosztályát, vagy fiókját (a központi székhely esetében 'XXX')

Amennyiben a kód csak 8 karaktert tartalmaz, minden esetben a központi székhelyről van szó.
Például:
- DEUTDEFF – a frankfurti székhelyű (FF) német (DE) Deutsche Bank (DEUT)
- OTPVHUHB – a budapesti székhelyű (HB) magyar (HU) Országos Takarékpénztár és Kereskedelmi Bank Nyrt. (OTPV).
- OTPEHUH1XXX – a budapesti székhelyű (H1XXX) magyar (HU) OTP Értékpapír Zrt. (OTPE).

A 8. karakter helye további speciális jelentőséggel bírhat:
- Amennyiben ez "0", akkor az adott BIC tesztcím
- Amennyiben ez "1", akkor a SWIFT hálózat passzív résztvevőjéről van szó (nincs közvetlen SWIFT kapcsolata)
- Amennyiben ez "2", akkor ellenkező irányú számlázású címről van szó, azaz a címzett fizeti a költségeket (normális esetben a küldő fizet minden üzenetért.)

## Külső kapcsolatok
- SWIFT BIC Publication Portal
- A magyar bankok SWIFT-kódjai